# Wólka-Nazdroje
Wólka-Nazdroje est une localité polonaise de la gmina de Słupia, située dans le powiat de Skierniewice en voïvodie de Łódź.